# Domagnano
Domagnano este un oraș în San Marino.